# Eriosorus congestus
Eriosorus congestus là một loài thực vật có mạch trong họ Adiantaceae. Loài này được (H. Christ) Copel. miêu tả khoa học đầu tiên năm 1947.